# Distretto di Narayanpur
Il distretto di Narayanpur è un distretto del Chhattisgarh, in India. Il suo capoluogo è Narayanpur.
Il distretto è stato formato il 28 aprile 2007 separando il comune (tehsil) di Narayanpur dal distretto di Bastar.